# 625 до н. е.

## Події
У цьому році ассирійський цар Сін-шар-ішкун знову вдерся до Вавилону. У березні-квітні в Вавилон прибули боги з міста Шапаззу (місто на березі річки Діяла), що стоїть на шляху ассирійського війська. 14 травня (21 аяру) ассирійці взяли штурмом і розграбували місто Шаллат в одному-двох переходах від Сіппару, а в травні-червні були евакуйовані ідоли богів з Сіппара. Однак ассирійцям не вдалося вдало продовжити кампанію. Цьому завадило вторгнення до Асирії якогось народу, можливо — мідян. Залишивши в Шаллаті сильний гарнізон, ассирійська армія повернула назад на захист батьківщини. Спроба Набопаласара 30 липня (9 абу) відбити Шаллат у ассирійців скінчилася невдало.

### Астрономічні явища
- 23 січня. Гібридне сонячне затемнення.[2]
- 19 липня. Кільцеподібне сонячне затемнення.[2]

## Народились
- Періандр — давньогрецький політичний діяч.
- Гіпотетична дата народження Хілона, давньогрецького політичного діяча.